# Amata lütkemeyeri
Amata lütkemeyeri là một loài bướm đêm thuộc phân họ Arctiinae, họ Erebidae.